# داون إن ذا دلتا
داون إن ذا دلتا هو فيلم درامي من إخراج مايا أنجيلو ومن بطولة ألفري وودارد وآل فريمان جونيور وإستر رول (كان هذا ظهورها في هذا الفيلم هو الأخير قبل وفاتها)، ولوريتا ديفين ويسلي سنايبس.

## الحبكة
تعيش روزا لين سنكلير، وهي امرأة مسنة في مشروع إسكاني في شيكاغو، مع ابنتها لوريتا (وودارد) وحفيديها، تريسي البالغة من العمر 7 سنوات (متأخرة عقليًا) وتوماس البالغ من العمر 13 عامًا. تقرر روزا لين المحبطة بسبب خيارات ابنتها لوريتا في الحياة وأيضًا بسبب الخوف من الظروف المضطربة المحيطة بحفيدها توماس، إرسال ابنتها وحفيديها في زيارة إلى ميسيسيبي في فصل الصيف مع صهرها.
تعاني لوريتا من إدمانها على المخدرات ولا ترغب بالذهاب في هذه الرحلة، خاصة أن عمها إيرل يعيش في الجزء الجاف والريفي من ميسيسيبي. ينشغل العم إيرل بأعماله وزوجته آني، التي تعاني من مرض الزهايمر. تساعد لوريتا إيرل في مطعمه خلال إقامتها هناك، وتحصل العائلة على القوة من خلال العودة إلى جذورها، ويبدؤون في إعادة بناء حياتهم.
يتكرر ظهور الشمعدانات الفضية في الفيلم وتُعتبر أمرًا مهمًا، فهي تمثل الإرث العائلي. يُشير الجميع إلى هذه الشمعدانات باسم «ناثان» وتمتلك مكانة كبيرة بالنسبة للعائلة. كُشف أخيرًا أن جد لوريتا الأكبر ووالد جيسي كان عبًدا يُدعى ناثان، جرت مقايضته مقابل الشمعدانات. سرق جيسي الشمعدانات، وتناقلتها الأجيال إلى جانب قصة ناثان منذ ذاك الحين.

## الممثلون
- ألفري وودارد بدور لوريتا سنكلير
- آل فريمان جونيور بدور إيرل سنكلير
- إستر رول بدور آني سنكلير
- ماري أليس بدور روزا لين سنكلير
- لوريتا ديفين بدور زينيا
- آن ماري جونسون بدور مونيكا سنكلير
- إمفو كواهو بدور توماس سنكلير
- جاستن لورد بدور الدكتور رايني.
- ويسلي سنايبس بدور ويل سنكلير
- كولاني حسن بدور تريسي سنكلير
- ساندرا كالدويل كمتطوعة
- كولين ويليامز بدور سائحة.
- ريتشارد بلاكبيرن بدور سائح
- فيليب أكين بدور المدير
- ماري فاليك بدور مدمن مخدرات
- ساندي روس بدور المرابي
- بربارة بارنيس هوبكنز بدور امرأة متزمتة
- ريتشارد ييروود بدور ماركو

## الاحتفاء
حاز عمل ألفري وودارد على الثناء من بيتر ستاك في مراجعة كتبها لسان فرانسيسكو كرونيل، إذ أشاد بها بسبب «أدائها الجميل متعدد المستويات... يعد دور وودارد سحريًا باعتبارها أمًا عازبة يطاردها إدمانها على المخدرات والكحول وتعليمها غير الكافي. هو فيلم بسيط إلى حد ما...توفر غرائز الدراما والفكاهة لدى ألفري جرعة ترحيب بالواقع البشري وسيناريو يميل نحو العاطفة».

### شباك التذاكر
كان الفيلم ناجحًا في الإصدار المحدود.

## الموسيقى التصويرية
أطلقت تسجيلات فيرجن الموسيقى التصويرية التالية:
1. «بيليف إن لوف» – ساندي
2. «غودز ستيبتشايلد» – جانيت جاكسون
3. «هيفن ماست بي لايك ذيس» – دانغلو
4. «إف إيفر» ستيف ووندر
5. «وير وود آي بي» – ذا ليفيرتس (إيدي، جيرالد، شون)
6. «آم أونلي هيومان» – لاثر فاندروس (يتضمن كاساندرا ويلسون وبوب جيمس)
7. «جست إيه ليتل لوف» – شون ستوكمان
8. «وي بيلونغ توغيزر» – توني تومسون وأنتوانيت
9. «دونت تولك تو سترينجرز» – تشاكا خان
10. «ليت إت تغو» – جيزي فاتناستيس وذا روتس
11. «ماي سول دونت دريم» – ميشيل نديجيوسيلو وكيب مو
12. «آه آه أوه أوه لوك آوت هير إت كومز» – آشفورد وسيمبسون
13. «دونت ليت نوثينغ كييب بو داون» – ساوندس أوف بلاكنس
14. «فاميلي (سكور)» – ستانلي كلارك
15. «ذا رين» – ترايسي سبينسر
16. «باتشوورك كيلت» – سويت هوني إن ذا روك

## وصلات خارجية
- داون إن ذا دلتا على موقع IMDb (الإنجليزية)
- داون إن ذا دلتا على موقع روتن توميتوز (الإنجليزية)
- داون إن ذا دلتا على موقع نتفليكس (الإنجليزية)
- داون إن ذا دلتا على موقع ألو سيني (الفرنسية)
- داون إن ذا دلتا على موقع Turner Classic Movies (الإنجليزية)
- داون إن ذا دلتا على موقع أول موفي (الإنجليزية)
- داون إن ذا دلتا على موقع بوكس أوفيس موجو (الإنجليزية)
- داون إن ذا دلتا على موقع فيلمافينيتي (الإسبانية)
- داون إن ذا دلتا على موقع قاعدة بيانات الفيلم (الإنجليزية)
- داون إن ذا دلتا على موقع ليتربوكسد (الإنجليزية)
- داون إن ذا دلتا  في قاعدة بيانات الأفلام على الإنترنت (بالإنجليزية)
- داون إن ذا دلتا في روتن توميتوز.